# Horné Saliby
Horné Saliby (Hongaars: Felsőszeli) is een Slowaakse gemeente in de regio Trnava, en maakt deel uit van het district Galanta.
Horné Saliby telt 3.258 inwoners. De meerderheid van de bevolking is etnisch Hongaar.
In 1910 was de bevolking uitsluitend Hongaars, in 1946-1948 werd een derde van de bevolking gedwongen te verhuizen naar Hongarije tijdens de Tsjechoslowaaks-Hongaarse bevolkingsruil.
Sindsdien is een derde van de bevolking Slowaaks.
Volgens de volkstelling van 2011 was 36% van de bevolking Slowaaks en 61% van de bevolking Hongaarstalig. De gemeente behoort daarmee tot het Hongaarse taalgebied dat het gehele zuiden van Slowakije omvat. (Zie: Hongaarse minderheid in Slowakije)